# 고운봉
고운봉(高雲峰, 1920년 2월 9일 ~ 2001년 8월 1일)은 일제강점기와 대한민국의 트로트 가수이다. 본명은 고명득(高明得)이다.

## 생애
충청남도 예산 출생이다. 어릴 때부터 가수를 꿈꾸던 중 1938년에 예산공립농업학교를 졸업하고 경성부로 무작정 올라왔다.
태평레코드 문예부장 박영호를 찾아가 예명을 얻고 전속가수로 채용되었다. 곧바로 악극단 소속으로 순회공연에 참가하면서 데뷔를 준비한 끝에, 1939년에 일본에서 〈국경의 부두〉를 발표하여 정식 데뷔하였다. 고운봉의 창법이 맑고 곡도 애잔한 내용이 많아 '순정가수'로 홍보되었다.
〈국경의 부두〉와 〈아들의 하소〉가 알려지면서 인기 가수가 되었고, 이후 〈남강의 추억〉 등을 계속 히트시켰다. 1940년에는 오케레코드로 옮겼고, 이듬해 발표한 조명암 작사, 김해송 작곡의 노래 〈선창〉이 공전의 인기를 기록하게 되었다.
1942년에 콜럼비아레코드로 이동하였으며, 태평양 전쟁 말기에는 친일적 성향의 노래도 불렀다. 종전 후 일본에 건너가 미국 대중음악에 심취하여 활동을 하였고, 1958년에 귀국한 뒤 대표작 중 하나인 〈명동블루스〉를 발표하였다.
사망하기 1년 전인 2000년에 고향인 예산 덕산온천에 선창 노래비가 세워졌다. 노래비 제막식에서 〈선창〉을 부르는 등 말년까지도 활동을 계속했다.
2001년 8월 1일, 노환에 따른 뇌경색으로 인해 향년 82세를 일기로 세상을 떠났으며, 생전인 1998년에는 문화훈장 옥관장을 수여받았다.
주요 노래로는 "선창", "명동 블루스" 등이 있다.

## 같이 보기
- 선창

## 참고자료
- 이동순 (2007년 3월 13일). “[이동순의 가요이야기 .26] "울려고 내가 왔던가∼" 전국민이 슬픔 머금었다”. 영남일보. 2008년 8월 23일에 확인함. |제목=에 지움 문자가 있음(위치 1) (도움말)[깨진 링크(과거 내용 찾기)]